# Liste der Bodendenkmale in Pöschendorf
In der Liste der Bodendenkmale in Pöschendorf sind die Bodendenkmale der Gemeinde Pöschendorf nach dem Stand der Bodendenkmalliste des Archäologischen Landesamts Schleswig-Holstein von 2016 aufgelistet.
| Denkmal-ID           | Befundart           | Bezeichnung                                    | Zeitstellung                 | Lage | Bemerkungen | Bild |
| -------------------- | ------------------- | ---------------------------------------------- | ---------------------------- | ---- | ----------- | ---- |
| aKD-ALSH-Nr. 004 741 | Grabmal > Grabhügel | Grabhügel „Krinkberg“                          | Vor- und/oder Frühgeschichte |      |             |      |
| aKD-ALSH-Nr. 004 742 | Befestigung > Wall  | Landwehr/Wall/Schanze/Panzergraben „Krinkberg“ | Vor- und/oder Frühgeschichte |      |             |      |
| aKD-ALSH-Nr. 004 743 | Grabmal > Grabhügel | Grabhügel „Krinkberg“                          | Vor- und/oder Frühgeschichte |      |             |      |